# James Vincent (football)
James Michael Vincent, né le 27 septembre 1989 à Glossop dans le Derbyshire, est un footballeur anglais, qui évolue au poste de milieu de terrain.

## Biographie
Le 10 juin 2013, il rejoint le club écossais Inverness Caledonian Thistle. Le 30 mai 2015, il marque le dernier but de la finale de la Coupe d'Écosse. Inverness remporte le match 2-1.

## Palmarès
- Inverness Caledonian Thistle
  - Vainqueur de la Coupe d'Écosse en 2015